# Bánk bán (film)
Bánk bán è un film muto del 1914 diretto da Mihály Kertész.

## Distribuzione
Nel 1987, in Ungheria ne è stato prodotto un remake per la tv dallo stesso titolo.